# Хейлівщинська сільська рада
Хейлівщинська сільська рада — орган місцевого самоврядування у Чорнухинському районі Полтавської області з центром у c. Хейлівщина.
Населення — 616 осіб.

## Населені пункти
Сільраді підпорядковані населені пункти:
- c. Хейлівщина
- с. Олександрівка
- с. Чаплинка

## Пам'ятки
На території сільської ради в селі Хейлівщина розташована пам'ятка природи місцевого значення «Хейлівщинський дуб».